# Świętokrzyska
Świętokrzyska (nome ufficiale: A14 Świętokrzyska) è una stazione delle linee M1 e M2 della metropolitana di Varsavia. È stata inaugurata nel 2001.
Fu progettata dall'architetto polacco Andrzej M. Chołdzyński.